# Юнге-Питер (галиот)
«Юнге-Питер» — парусный галиот Балтийского флота Российской империи.
Не следует путать с одноимённым трофейным транспортом, который также нёс службу в Балтийском флоте России. Этот транспорт находился в составе флота с 1788 по 1803 год и разбился 30 сентября (12 октября) 1803 года по пути из Кронштадта в Ревель.

## История службы
Точное место и время постройки галиота «Юнге-Питер» не установлено, судно было приобретено и включено в состав Балтийского флота Российской империи в 1719 году.
Принимал участие в Северной войне 1700—1721 годов, использовался для доставки провианта и различных материалов в приморские крепости и на суда эскадр Российского императорского флота.
С 1720 по 1723 год принимал участие в гидрографических работах по описи и промерам Финского залива, предназначавшихся для создания его подробной карты.
Сведений о времени завершения и последних годах службы галиота в составе российского флота не сохранилось.

## Командиры судна
С 1720 по 1723 год командиром галиота «Юнге-Питер» служил капитан-поручик Г. Агазен.